# Sixtusova afera
Sixtusova afera bila je neuspio pokušaj sklapanja mira između Austro-Ugarske i Francuske, za vrijeme Prvoga svjetskog rata, kroz pregovore koji su se vodili 1917. godine.

## Prethodni događaji
Još od svoga stupanja na prijestolje, 21. studenoga 1916., car Karlo I. nastojao je sklopiti mirovni sporazum s Antantom. Zajednička mirovna ponuda Središnjih sila nije uspjela, osobito zbog odbijanja Njemačke da postavi konkretne mirovne ciljeve.
Car Karlo pokušao je pokrenuti nove mirovne razgovore uz posredstvo belgijskih časnikâ i prinčevâ Sixtusa od Bourbon-Parme i Franza Xavera od Bourbon-Parme, koji su obojica bili braća njegove supruge Zite.
U ožujku 1917. njemački je kancelar Theobald von Bethmann Hollweg u tajnim razgovorima pokazao spremnost odreći se Elzasa-Lotaringije, pokrajine koja je od 1817. bila dio Njemačkoga Carstva. Car Karlo napisao je u pismu od 24. ožujka kako će "koristeći svoj osobni utjecaj kod svojih saveznika, podržati pravedne zahtjeve Francuske za repatrijaciju s obzirom na Elzas-Lotaringiju".

## Mirovni pregovori
Sixtus i Xaver dostavili su pismo francuskomu predsjedniku, koji je o tomu obavijestio i kralja Georgea V. Drugo je pismo uslijedilo 9. svibnja. Austrijski ministar vanjskih poslova grof Ottokar Czernin bio je obaviješten o tim mirovnim pokušajima, ali nije znao sadržaj pisama.
Sixtus je izjavio da su, po njegovu mišljenju, osnovni uvjeti za mir s Antantom: povrat Elzasa-Lotaringije Francuskoj, bez kompenzacije kolonijama, obnova belgijske neovisnosti, obnova srbijanske neovisnosti i prepuštanje Carigrada Rusiji. Talijanske zahtjeve i ideje Antante o unutrašnjim promjenama Monarhije, Sixtus je namjerno ostavio po strani. Karlo se složio s točkama koje se nisu izravno odnosile na njega, ali je u pogledu Srbije bio drugačijega mišljenja. Njegov je plan bio uspostava jugoslavenskoga kraljevstva, koje bi obuhvaćalo Bosnu, Hercegovinu, Srbiju, Albaniju i Crnu Goru, na čelu s austrijskim nadvojvodom, u okviru austrijske monarhije.
Prihvaćanje Sixtusovih uvjeta za mir bilo bi jednako priznanju poraza, jer bi time bili ojačani glavni protivnici - Srbija i Rusija. Kako je Czernin saznao za razgovore sa Sixtusom kasno, 17. veljače, iznio je svoje viđenje uvjeta za mir, kao savjet za buduće postupanje: Savez je nerazdjeljiv, a separatni mir isključen.
U svom znamenitom pismu Sixtusu, od 24. ožujka 1917., Karlo nije vidio "nikakve drastične divergencije u našim namjerama i težnjama", koji bi razdvajale njegovo carstvo od Francuske. Obećao je da će "svim sredstvima i svim utjecajem kojim raspolažem, nastojati podržati pravedna francuska potraživanja u pogledu Elzasa-Lotaringije" („justes revindications françaises relatives à l'Alsace Lorraine“). Belgiju treba "obnoviti u cijelosti", i pri tome sačuvati njezine afričke posjede i dobiti naknadu za svoje gubitke. Trebalo je ponovno uspostaviti srbijanski suverenitet, s "prikladnim i prirodnim izlazom na Jadransko more", uz moguće gospodarske ustupke. Za to je bilo potrebno spriječiti političko agitiranje protiv Monarhije i potisnuti sile koje su htjele uništiti Monarhiju. Zbog revolucije u veljači 1917. nije htio izraziti svoje mišljenje o Rusiji, pa tako nije iznio ni svoje mišljenje o Bosporu.
U nacrtu pisma bilo je još uvijek govora o nezainteresiranosti Monarhije za Carigrad, naspram predaje područja koje je okupirala Rusija. Poljska i Rumunjska ostale su nespomenute. Czernin je kasnije poricao da je znao za pismo, ali je u glavnom dijelu najvjerojatnije bio obaviješten o sadržaju, iako vjerojatno ne o izboru riječi, što je vjerojatno sročeno zajedno sa Sixtusom.
Separatni mir nije bio Czerninov primarni cilj, on je vjerovao da bi mogao posredovati između Francuske i Njemačke i tako okončati cjelokupan rat. Czernin je u ožujku 1917. pokušao djelovati iza kulisa, kako bi usmjerio Njemačko Carstvo na mirovni sporazum u skladu sa Sixtusovim pismom. Kad je austrijski stav o Elzasu-Lotaringiji bio priopćen njihovu njemačkom savezniku, kanclar Bethmann Hollweg bio je bijesan: "Grof Czernin upravo je izjavio da on ne može Italiji prepustiti ni četvorni metar austrijskoga tla, ali mi bismo trebali Francuzima dati komad Carstva." Nakon toga je car Karlo ponudio nadoknadu na istoku: ruska područja u Poljskoj, kao i moguće austrijske dijelove Galicije. Car i njegov ministar vanjskih poslova smatrali su da su time pronašli prihvatljivo rješenje, Czernin je zamijetio o tomu: "Pridobijemo li Francusku, mi smo pobjednici, a Njemačka se može obilatno kompenzirati. Međutim, nije postojala spremnost s francuske strane, da se Nijemcima dadne slobodno upravljanje u Poljskoj. Osim toga, Briand od početka nije tražio nikakvo pregovaranje o miru s Njemačkom, nego je bio zainteresiran samo za separatni mir s Monarhijom.
Povjesničar Gary W. Shanafelt smatrao je Sixtusovo pismo samo znakom naivne impulzivnosti cara Karla, što ga je potaklo na "proizvoljno i u svakom slučaju protuustavno postupanje". Sikstusovo pismo ojačalo je mišljenje Saveznika da se Austrija treba oduprijeti njemačkom savezu i potaknuti ih na nastavak (separatnih) mirovnih pregovora na širem temelju. Priznavanje nacionalnih pokreta u inozemstvu bilo je odgođeno, čime je pismo možda čak imalo usporavajući utjecaj na nacionalni raspad Monarhije.
Czernin je opskrbio Karla smjernicama za pregovore sa Sixtusom, u kojima su se teritorijalni usptupci Monarhije uzimali u obzir samo u vidu kompenzacije. Nadalje, Czernin je tražio jamstva za integritet Monarhije, uključujući moguće granične ispravke u njihovu korist. Tijekom svoga drugog posjeta Laxenburgu, 8. i 9. svibnja 1917., prinčevi Sixtus i Xaver pokušavali su nagovoriti svoga zeta u nužnost ustupanja Trentina. Ali u drugom Karlovom pismu Sixtusu, od 9. svibnja 1917., samo je izvana naglašen sporazum s Francuskom i Engleskog. Odgodio je, međutim, istraživanje talijanskih zahtjeva za talijansko govorno područje Tirola, nakon što je Italija navodno odustala od svojih drugih potraživanja. Ovi upitni talijanski mirotvorci trebali bi, međutim, "samo ograničiti austrijsku vojnu slobodu odlučivanja". Carevo odobravanje francuskih zahtjeva za Elzasom-Lotaringijom bila je time neugodna suprotnost od nespremnosti da se napravi bilo kakav teritorijalni ustupak. Formiranje ratnih ciljeva u Kreuznachu bilo je, uz talijanske ratne ciljeve, glavni razlog zbog kojega se nije nastavilo s posredovanjem.
Od lipnja do kolovoza 1917. dogodili su se daljnji mirovni razgovori između grofa Nikolausa Reverta-Salandre i grofa Abela Armanda, u kojima je Francuska nastojala potaknuti Austro-Ugarsku na separatni mir, što je Karlo, po Czerninovu savjetu, odbio.
Mirovne napore cara Karla u sljedećim je mjesecima usporavao ministar vanjskih poslova, grof Czernin, koji je sada sve više i više vjerovao u vojnu pobjedu. Car se bojao da će, ako inicira separatni mir, popratna unutarnja transformacija i federalizacija Monarhije ići na štetu austro-ugarskih vladara. Austro-Ugarska bez takve vlasti za njega je bila isključena.

## Afera
Grof Czernin održao je 2. travnja 1918. govor u Gradskom vijeću Beča, u kojemu je rekao:
Neko vrijeme prije početka ofenzive na Zapadu, Clemenceau me pitao jesam li spreman za pregovore i pod kojim uvjetima. Odmah sam, u dogovoru s Berlinom, odgovorio da sam spreman to učiniti i da u pogledu Francuske ne vidim nikakve zapreke za mir, osim francuske želje za Elzasom-Lotaringijom. Iz Pariza je odgovoreno da se na toj osnovi ne može pregovarati. Stoga više nije bilo izbora.
Taj se govor sutradan pojavio na naslovnici novina Fremden-Blatt.
Budući da ovaj Czerninov iskaz nije odgovarao istini i da se on nije htio prikazati pokretačem molbe, francuski je premijer Georges Clemenceau 12. travnja 1918. objavio Karlovo prvo pismo. Car Karlo je javno poricao da postoji više pisama i da su ponuđeni ustupci vezano uz Elzas-Lotaringiju. Car je 12. travnja uručio Czerninu "počasno razjašnjenje" toga sadržaja.
Czernin nije preuzeo krivnju na sebe, zanijekao je da je znao za pismo, te je time izložio svoga vladara pred saveznicima. Potom je pokušao uvjeriti cara na privremenu ostavku od vladarskih poslova, što je Karlo odlučno odbacio. U konačnici, Karlo ga je otpustio iz službe 16. travnja 1918. što je u tisku, koji je Czernina nedugo prije hvalio kao ministra mira, primljeno s nerazumijevanjem. Czernin je time kompromitirao cara kako u vanjskoj, tako i u domaćoj politici.

## Posljedice
Američki državni tajnik Robert Lansing opisao je Clémenceauovo postupanje kao čin skandalozne gluposti: Ako je Clémenceau želio dokazati da je Czernin lažljivac, onda je možda uspio, ali po kojoj cijeni! Njegovo je razotkrivanje stavilo Austriju u njemačke ruke, tako da bi samo vojna pobjeda na zapadnoj bojišnici mogla otvoriti vrata koja je Clémenceau zatvorio. Francuski je premijer definitivno gurnuo potresenu Habsburšku monarhiju natrag u ruke njemačkog saveznika koji je guši.
Czerninov spor s Clémenceauom preko tiska vodio je zaista (privremeno) do gubitka slobode djelovanja vanjske politike Monarhije. Nakon Sixtusove afere, saveznik se više nije osjećao dužnim održavati ravnotežu snaga u pitanju ratnih ciljeva, s obzirom na uništenu domaću i gospodarsku situaciju Monarhije.
Otkriće tih tajnih pregovora značilo je kraj Austro-Ugarske kao "ravnopravnog" partnera njemačkog Reicha. Naposljetku, Sixtusova je afera ostala desetljećima u sjećanju austrijskog stanovništva: "Takozvana Sixtusova afera možda je oblikovala sliku mladoga cara više nego bilo što drugo u cijeloj njegovoj vladavini."

## Vanjske poveznice
- Sixtus-Affäre, Austria-Forum
- Erklärungen des Grafen Czernin, objavljeno u Fremden-Blatt mit militärischer Beilage Die Vedette, br. 88/1918., 3. travnja 1918., str. 1.